# ジェイ・Z
ショーン・コーリー・カーター（Shawn Corey Carter、1969年12月4日 - ）は、ジェイ・Z（Jay-Z、ジェイ・ズィー）の芸名で知られるアメリカ合衆国のラッパー、ソングライター、音楽プロデューサー、起業家である。
2025年時点でグラミー賞に89回ノミネート、うち24回受賞を果たしている。妻のビヨンセと並んでグラミー賞歴代最多ノミネート記録を持っている。全米チャート「Billboard 200」では史上最多の14枚のアルバムが初登場1位を記録している。ビルボードの「史上最も偉大なラッパー」の第1位、フォーブスの「アメリカで最も裕福なセレブリティ」の第5位。

## 概要
彼は史上最も高く評価されているラッパーの1人であり、「アメリカ音楽史上最も裕福なミュージシャン」歴史上トップとして経済紙フォーブスに掲載された。
ニューヨークで生まれ育ったジェイ・Zは1990年代半ばに音楽経歴を開始し、その後、1996年にデビュー・スタジオ・アルバム「Reasonable Doubt」を発表し、批評的、商業的に成功を収めた。その1年後、彼はレコードレーベルロッカフェラを設立した。2001年に発表した「The Blueprint」、2003年に発表した「The Black Album」は、古典的作品と称される。2011年にカニエ・ウェストとのコラボレーションアルバム「Watch the Throne」、2017年には絶賛された13枚目のアルバム「4:44」、2018年には妻のビヨンセとのコラボレーションアルバム「Everything Is Love」を発表した。
ジェイ・Zは事業活動と音楽以外の活動も注目を集めている。彼はスポーツバー40/40 Clubのオーナーであり、Rocawearのファッションラインの共同制作者である。さらにDef Jam Recordingsの社長も務め、ロック・ネイションの創設者でもあり、そのスピンオフ企業であるロッカ・ネイション・スポーツも設立した。2008年の歌手のビヨンセとの結婚は、彼を大衆文化の世界的な人物にした。夫婦として、彼らの純資産は11億6千万ドルと推定される。個人としては推定9億ドルの純資産を持つ世界で最も裕福なヒップホップアーティストである。
これまでに24個のグラミー賞を受賞している。彼はまた、Billboard 200でソロアーティストによる最多首位記録を保持し、Billboard Hot 100では4つの首位獲得シングルを持つ。Billboardは、2000年代最大のアーティストとして彼をランク付けした。ローリング・ストーンは史上最も偉大なアーティスト100組の1人に選出した。2017年にソングライターの殿堂入りを果たし、第60回グラミー賞で「グラミー賞アイコン・アワード」を受賞した最初のラッパーとなった。

## 来歴
ニューヨーク市ブルックリン区ベッドフォード・スタイベサント地区にあるマーシー団地 (Marcy Houses) にて生まれ育つ。幼少の頃、生活苦から生活保護を受け11歳の時には父と別離となる。そんな恵まれない生活環境のなか同じ団地に住むラッパー、ハーズジャズメイカ&マイクゴンガーの影響を受けラップに目覚め始める。その後、単身ワシントンD.C.へと渡り、彼が敬愛するビッグ・ダディ・ケインとツアーをする機会を勝ち得る（彼はJaz-O aka Big Jazのサイドラッパーをやっていたので、彼のThe Originators（1989年）やHawain Sophie（1989年）等で若かりし姿を見る事が出来る）が、さして成功には至らず生まれ故郷ブルックリン区に戻り、再び裏稼業へと身を投じることとなる。夢や希望が見出されず人生に自暴自棄になっていた26歳の時、至近距離から通り魔に拳銃で銃撃されたことが人生の転機となる。再度ラップに挑戦することとなり、遊び仲間のクラーク・ケントの紹介でデイモン・ダッシュと運命的に出会う（彼はSki aka Ski Beatzの在籍していたOriginal FlavorのBeyond FlavorにSauce Moneyとクレジットされていないが客演している。その時クラーク・ケントはOriginal Flavorのプロデュース、デイモン・ダッシュはマネージメントをしていた）。
1996年に自主レーベルロッカフェラ・レコードを設立すると、自身のデビューアルバム『Reasonable Doubt』をリリース。プラチナムを獲得するなど成功を収めた。その翌年にはデフジャム・レコードと業務提携し、パフ・ダディをプロデューサーとして迎えたアルバム『In My Lifetime, Vol.1』を発表。またもヒット作となり人気ラッパーとしての地位を確立していく。
1998年に『Vol.2...Hard Knock Life』をリリース。自身初の全米チャート一位を記録した。その翌年にはアルバム『Vol.3...Life and Times of S.Carter』、その更に翌年には『The Dynasty Roc La Familia』を発表。どちらも全米チャート1位を獲得した。
2001年、まだ無名だったカニエ・ウェストをプロデューサーとして大々的に起用したアルバム『The Blueprint』をリリース。4作連続となる全米１位を記録、またソース誌から5本マイクを獲得するなど批評面でも大きな成功を収めた。その翌年にはその続編とも呼べる『The Blueprint 2: The Gift & the Curse』をリリース。
2003年11月、『The Black Album』の発表と共にMCとしての引退を表明したが、リンキン・パークとのコラボレーションなどフィーチャリングでの友情共演は続いた。
2005年、長年遺恨関係にあったナズと突如として和解し、全世界のヒップホップシーンの話題となる。10月27日、ニュージャージー州イースト・ラザフォードのコンチネンタル・エアラインズ・アリーナにて行なわれたラジオ局主催のチャリティーコンサートでは、「俺に刃向かうラッパーたちを、このステージ上で攻撃する」と宣言していたのだが、ライブが終盤に入ったころ、突然ジェイ・Zは大声を張り上げ「宣戦布告よりも大事なことがある。俺は行くぜ、エスコ（ナズの愛称）! 俺たちの伝説は終わらない!」とナズをステージに呼び寄せ、熱く抱擁。ナズは「多くの奴らが金儲けのためにひどいことをやっている。俺達は互いに助け合ってイーストコーストを救うんだ」と派手なマイクパフォーマンスを披露。それ以降、ナズはデフジャムに移籍する形となる。
2006年、米音楽誌の独占、インタビューでヒップホップへの熱い情熱、再起に賭ける意気込みなどを語り復帰を認めた後『Kingdom Come(キングダム・カム)』で復活を果たした。翌年にもアルバム『American Gangster』をリリース。米経済誌フォーブスによると2006年5月から2007年6月までの推定年収は8,300万ドル。世界歌手年収ランキングで1位のローリング・ストーンズ（8,800万ドル）に次ぐ2位につけた。
2008年6月28日、グラストンベリー・フェスティバルにヘッドライナーとして出演。オアシスのノエル・ギャラガーがロックの聖地でヒップホップ・アーティストがヘッドラインを務めることを批判したのを受け、ジェイ・Zはエレキギターを抱えてステージに登場。オアシスのヒット曲「Wonderwall」をカヴァーしたり、AC/DCの「Back In Black」のリフを使った「99 Problems」や、プロディジーの「Smac My Bitch Up」をサンプリングするなど、ロックファンにも応えるパフォーマンスを披露した。
このグラストンベリー出演を先鞭にして、翌年以降からは、ロスキルド、ワイヤレス、コーチェラやワイト島、ボナルーなどの巨大フェスを始め、日本のサマーソニックを含む世界各地のロック・フェスにてヘッドライナー出演を歴任するなど、ロック界隈にも大きな存在感をもって認知される。
シングルでは4曲のBillboard Hot 100ナンバーワンヒットを出しており、アルバムはBillboard 200にて11作がナンバーワンを記録している。11作のBillboard 200ナンバーワンは、全米ソロアーティスト歴代最多記録である。
2009年、「オートチューンの死」という意味の楽曲「D.O.A. (Death of Autotune)」、盟友カニエ・ウェスト、リアーナをゲストに迎えた楽曲「Run This Town」をシングルとして発表すると同年9月に11枚目のアルバム「The Blueprint 3」をリリースした。

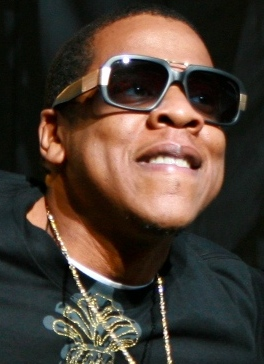
ジェイ・Z（2010年）

2010年、8月に開催された音楽フェスサマーソニックにヘッドライナーとして出演した。同年にはU2のボノ、プロデューサーのスウィズ・ビーツらとリアーナ参加のハイチ支援曲を制作し、チャリティ番組「Hope For Haiti Now」に出演した。
2011年、盟友であるカニエ・ウェストと連名でアルバム『Watch the Throne』を発表。
2013年、12枚目のアルバムとなる『Magna Carta... Holy Grail』をリリース。サムスン電子がGalaxyユーザーはアプリ上でアルバムを無料ダウンロードできるというキャンペーンを行い話題となった。翌年には妻ビヨンセとのツアー「On The Run Tour」を行った。
2017年、ニューヨーク、ロサンゼルスの街頭広告で告知なされるとアルバム『4:44』をリリース。初めの一週間は自身が経営に携わる音楽ストリーミング・サービスTidalのみでしか聴けなかったが、翌週にはフィジカルや他のサービスでも視聴可能となった。
2018年6月から妻であるビヨンセとのツアー「On The Run II Tour」を開始。その10日後、彼女とThe Carters名義でアルバム『Everything is Love』をリリースした。
同年の12月9日に出版されたローリング・ストーン誌に「アメリカ音楽史上、最も裕福なアーティスト」として掲載された。さらに同月の経済史フォーブスの『アメリカで最も裕福なセレブリティ 2018』にて5位に選ばれ、ミュージシャン部門1位となった。
2024年、13歳の少女への性的暴行の容疑で告発されたが、後に告訴は取り下げられた。

## 人物
ジェイ・ZというMCネームは「ショーンはいつもお洒落に着飾っていて、華やか（jazzy）だ」と友人に言われたことから。英語での表記は「Jay-Z」であったが、2013年7月ハイフン抜きの「Jay Z」に改称した。
ジガ（Jigga）、ジガ・マン（Jigga Man）、ジェイ・ホヴァ（Jay Hova）、ホヴァ（Hova）、ホヴ（Hov）、ヤング・ホヴ（Young Hov）、ホヴィート（Hovito）、S・カーター（S. Carter）、アイスバーグ（Iceberg）、ゴッド・MC （God MC）、ヤング・ターボ（Young Turbo）など、さまざまな愛称で呼ばれる。
ホヴァはキリスト教の神エホバ（Jehovah) がJay HovahになりJay Hovaになった。

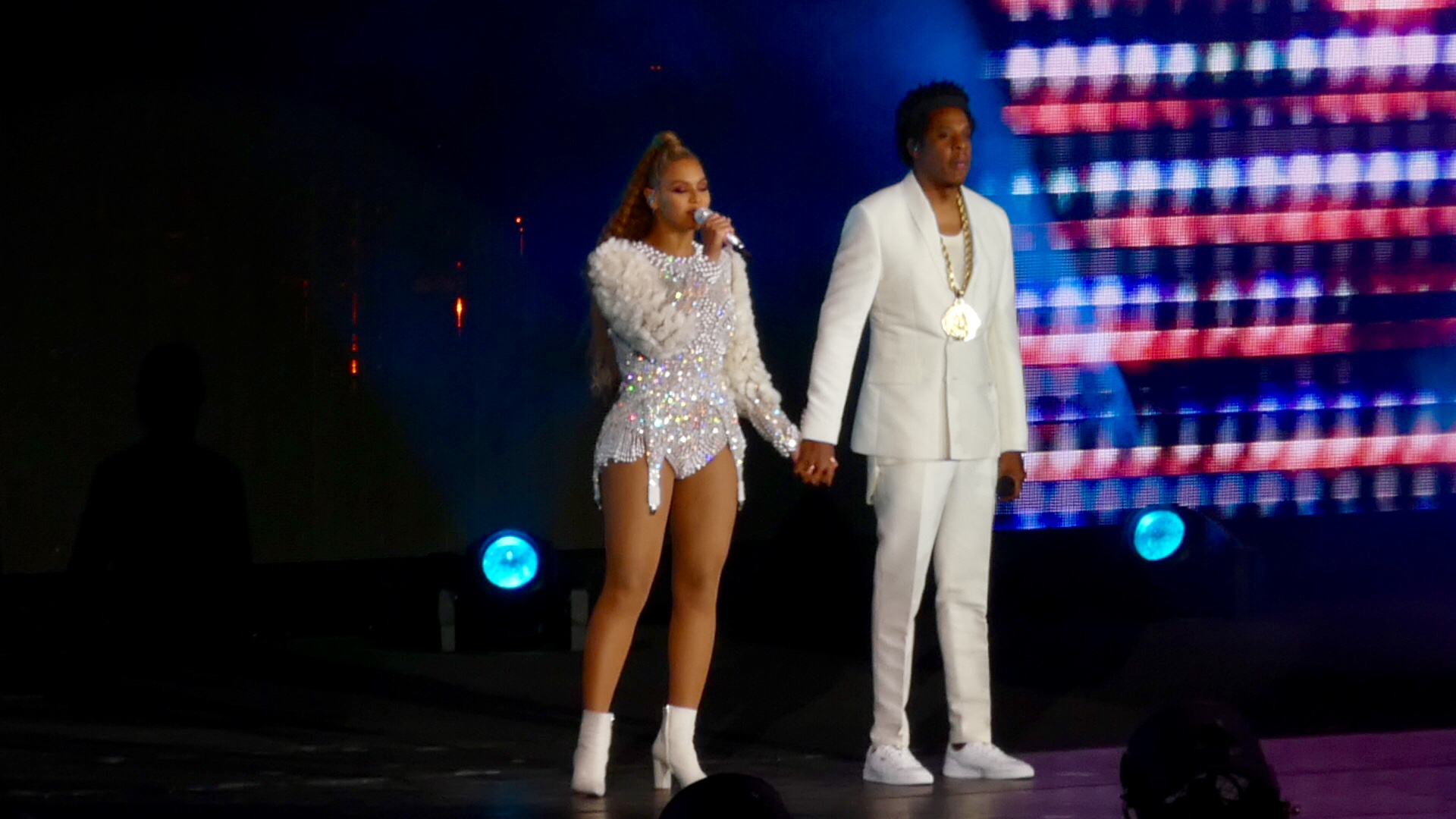
ジェイ・Zとビヨンセ（2018年）

ミュージック・ビデオで共演したビヨンセと親密な交際を始め、2008年4月4日、米ピープル誌が2人の結婚を大々的に報じた。本人達は、結婚についてはほとんど言及していない。
3年間に渡る過酷な刑務所暮らし、3度に渡る銃撃戦を経験したことがあるというサグらしい一面も見せる。今は亡きノトーリアス・B.I.G.とは高校時代からの大親友であり、お互いの作品でその名が見ることができる。
ショーン・コムズとも親友の関係であるが、2024年にショーンが売春の斡旋や性的人身売買の容疑で逮捕、有名人を多数招いて開催していた「ホワイト・パーティー」の存在などが報道されるとその件について沈黙を守った。
クレジットはされていないが、Mic GeronimoのTime To BuildではJa Rule、DMXとも共演している。
ハイチ地震の際、チャリティとして「ウィ・アー・ザ・ワールド」をカヴァーするにあたり、参加を打診されたが、「アーティストならば既存の曲を使わずにゼロから作品を作るべき」というスタンスを表明、不参加となった（チャリティそのものに否定的な訳ではない）。

## 経営者としての活動

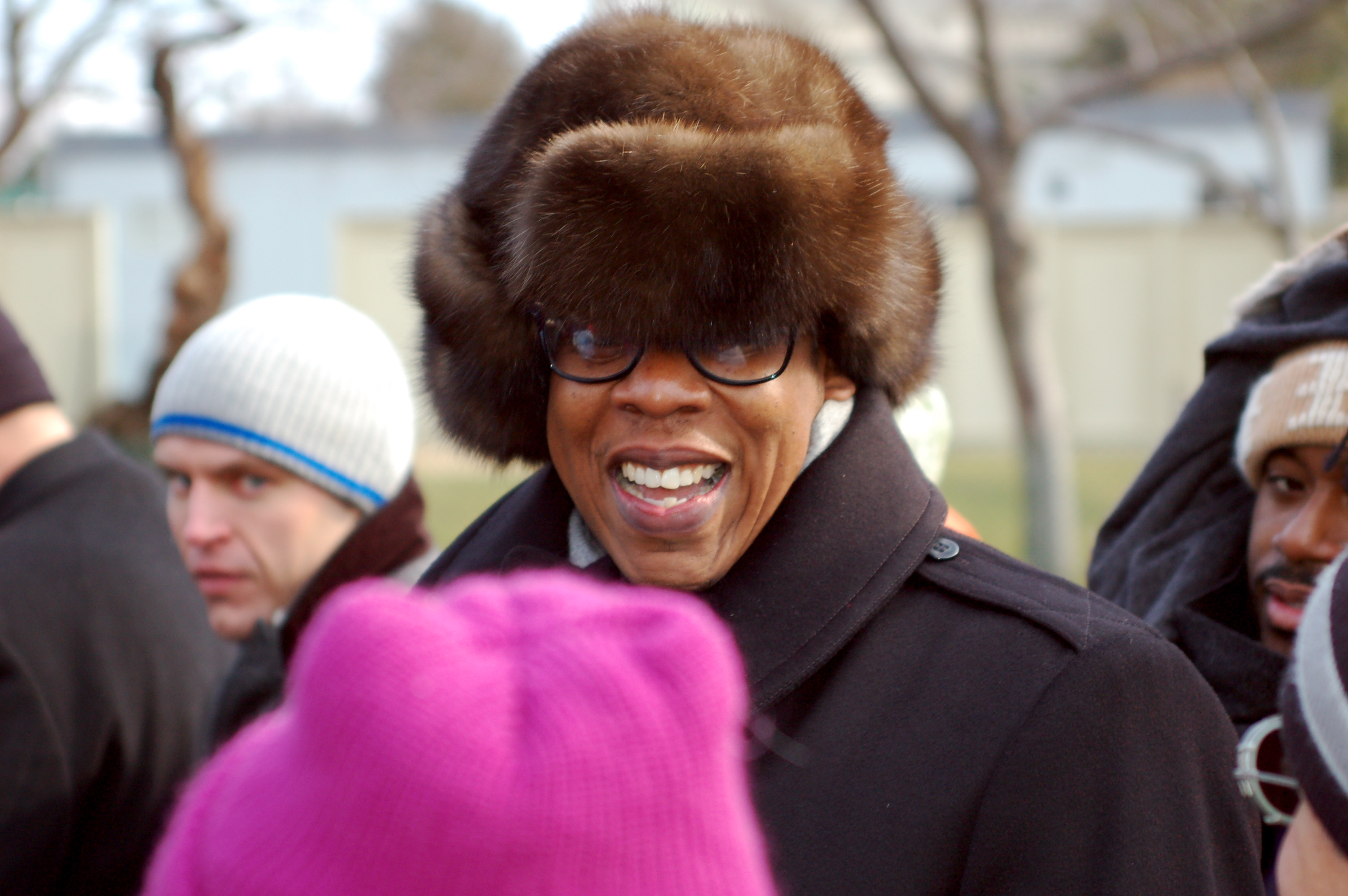
ジェイ・Z (2010年)

- 若者を対象にしたナイトクラブのチェーンである40/40を所有。
- 過去にレコードレーベルのロッカフェラ、ファッションブランドのロッカウェア、ブルックリン・ネッツの共同オーナーでもあるなど、実業家としても多方面で活動している。
- 2004年、保有していたロッカフェラ・レコードの50％分の権利をアイランド・デフ・ジャム・グループに1,000万ドル（約10億4,000万円）で売却。
- 2007年、自身のアパレルブランド、ロッカウェアを2億400万ドル(約250億円)で売却。
- 2008年、大手コンサート・プロモーターのライブ・ネイションと音楽史上最高額となる1億5000万ドルの契約を結ぶ。
- その後、ノルウェーの音楽プロデュースチーム、スターゲイトと共にレコードレーベル、スター・ロックを設立。
- 2009年、ロック・ネイションを設立。
- 2013年、ロック・ネイション・スポーツを設立。
- 2015年、定額制音楽配信サービス「Tidal」を設立。
- 2017年、スタートアップに投資を行う為に自身のレーベル「ロック・ネイション」の社長であるジェイ・ブラウンと共に新たにベンチャー・キャピタルを設立することが報じられた。ジェイ・ZはこれまでにUberなどのスタートアップに2012年頃から投資を始めていたという。[29]

## ボクシング
ロック・ネイション・スポーツの一事業として2014年夏にボクシングへ参入。元ゴールデンボーイ・プロモーションズCOOのデビッド・イツコウィッチやベテランボクシングプロモーターのゲイリー・ショーを迎え入れ、2015年1月9日にマディソン・スクエア・ガーデン・シアターで初興行を開催。ダスティ・ハリソン対トミー・ライノーンをメインイベントにした小規模な興行だったが、ジェイ・Zの他にリアーナやジェイク・ジレンホールが観客席で観戦し、ファボラスがリングでライブパフォーマンスを行う華やかな興行となった。
その後、アンドレ・ウォード、ミゲール・コット、ギレルモ・リゴンドウといった大物ボクサーと契約する一方で、シャクール・スティーブンソンやエイドリアン・ブローナーの獲得に失敗。2017年にウォードとコットが引退をするとボクシング興行を開催することが減り、2020年4月にボクシングからの撤退を決定した。

## ディスコグラフィ

### アルバム
| 年                                        | タイトル                              | アルバム詳細 | チャート最高位 | チャート最高位 | チャート最高位 | チャート最高位 | チャート最高位 | チャート最高位 | チャート最高位 | チャート最高位 | チャート最高位 | 認定                                                          |
| 年                                        | タイトル                              | アルバム詳細 | US             | CAN            | FRA            | GER            | NLD            | NOR            | SWE            | SWI            | UK             | 認定                                                          |
| ----------------------------------------- | ------------------------------------- | --- | -------------- | -------------- | -------------- | -------------- | -------------- | -------------- | -------------- | -------------- | -------------- | ------------------------------------------------------------- |
| 1996                                      | Reasonable Doubt                      | - 発売日: 1996年6月25日 - レーベル: Roc-A-Fella - フォーマット: CD, LP, cassette - 全米売上: 151.4万枚                   | 23             | —              | —              | —              | —              | —              | —              | —              | 140            | - US: プラチナ - UK: シルバー                                 |
| 1997                                      | In My Lifetime, Vol. 1                | - 発売日: 1997年11月4日 - レーベル: Roc-A-Fella, Def Jam - フォーマット: CD, LP, cassette - 全米売上: 141.2万枚          | 3              | 36             | —              | —              | —              | —              | —              | —              | 78             | - US: プラチナ                                                |
| 1998                                      | Vol. 2... Hard Knock Life             | - 発売日: 1998年9月29日 - レーベル: Roc-A-Fella, Def Jam - フォーマット: CD, LP, cassette - 全米売上: 529.9万枚          | 1              | 13             | —              | 76             | —              | —              | 34             | 49             | 109            | - US: 5× プラチナ - CAN: プラチナ - UK: シルバー              |
| 1999                                      | Vol. 3... Life and Times of S. Carter | - 発売日: 1999年12月28日 - レーベル: Roc-A-Fella, Def Jam - フォーマット: CD, LP, cassette - 全米売上: 309.3万枚         | 1              | 8              | —              | —              | —              | —              | —              | 75             | 155            | - US: 3× プラチナ - CAN: ゴールド - UK: シルバー              |
| 2000                                      | The Dynasty: Roc La Familia           | - 発売日: 2000年10月31日 - レーベル: Roc-A-Fella, Def Jam - フォーマット: CD, LP, cassette - 全米売上: 252.1万枚         | 1              | 5              | —              | 98             | —              | —              | —              | 89             | 86             | - US: 2× プラチナ - UK: シルバー                              |
| 2001                                      | The Blueprint                         | - 発売日: 2001年9月11日 - レーベル: Roc-A-Fella, Def Jam - フォーマット: CD, LP, cassette - 全米売上: 273万枚            | 1              | 3              | 73             | 55             | 51             | 36             | 30             | 59             | 30             | - US: 2× プラチナ - CAN: プラチナ - UK: ゴールド              |
| 2002                                      | The Blueprint 2: The Gift & The Curse | - 発売日: 2002年11月12日 - レーベル: Roc-A-Fella, Def Jam - フォーマット: CD, LP, cassette - 全米売上: 212.2万枚         | 1              | 8              | 79             | 61             | 66             | —              | —              | 52             | 23             | - US: 3× プラチナ - CAN: 2× プラチナ - UK: ゴールド           |
| 2003                                      | The Black Album                       | - 発売日: 2003年11月14日 - レーベル: Roc-A-Fella, Def Jam - フォーマット: CD, LP, digital download - 全米売上: 351.6万枚 | 1              | 12             | 66             | 47             | 66             | 18             | 41             | 29             | 34             | - US: 3× プラチナ - CAN: プラチナ - UK: プラチナ              |
| 2006                                      | Kingdom Come                          | - 発売日: 2006年11月21日 - レーベル: Roc-A-Fella, Def Jam - フォーマット: CD, LP, digital download - 全米売上: 251万枚   | 1              | 6              | 79             | 76             | 71             | —              | 45             | 17             | 35             | - US: 2× プラチナ - CAN: プラチナ - UK: ゴールド              |
| 2007                                      | American Gangster                     | - 発売日: 2007年11月6日 - レーベル: Roc-A-Fella, Def Jam - フォーマット: CD, LP, digital download - 全米売上: 113.1万枚  | 1              | 3              | 58             | 99             | 64             | 29             | —              | 17             | 30             | - US: プラチナ - CAN: ゴールド - UK: シルバー                 |
| 2009                                      | The Blueprint 3                       | - 発売日: 2009年9月8日 - レーベル: Atlantic, Roc Nation - フォーマット: CD, LP, digital download - 全米売上: 196万枚     | 1              | 1              | 20             | 22             | 12             | 15             | 44             | 12             | 4              | - US: プラチナ - CAN: プラチナ - FRA: ゴールド - UK: プラチナ |
| 2013                                      | Magna Carta... Holy Grail             | - 発売日: 2013年7月4日 - レーベル: Roc-A-Fella, Roc Nation - フォーマット: CD, LP, digital download - 全米売上: 113万枚  | 1              | 1              | 12             | 9              | 7              | 2              | 8              | 1              | 1              | - US: 2× プラチナ - CAN: プラチナ - UK: ゴールド              |
| 2017                                      | 4:44                                  | - 発売日: 2017年6月30日 - レーベル: Roc Nation - フォーマット: CD, digital download - 全米売上: 17.4万枚                 | 1              | 1              | 43             | 15             | 11             | 11             | 16             | 5              | 3              | - US: プラチナ                                                |
| "—"は未発売またはチャート圏外を意味する。 |                                       | |                |                |                |                |                |                |                |                |                |                                                               |

### コラボレーション・アルバム
| 年                                        | タイトル                                | アルバム詳細 | チャート最高位 | チャート最高位 | チャート最高位 | チャート最高位 | チャート最高位 | チャート最高位 | チャート最高位 | チャート最高位 | チャート最高位 | 認定                                          |
| 年                                        | タイトル                                | アルバム詳細 | US             | CAN            | FRA            | GER            | NLD            | NOR            | SWE            | SWI            | UK             | 認定                                          |
| ----------------------------------------- | --------------------------------------- | --- | -------------- | -------------- | -------------- | -------------- | -------------- | -------------- | -------------- | -------------- | -------------- | --------------------------------------------- |
| 2002                                      | The Best of Both Worlds (with R. Kelly) | - 発売日: 2002年3月19日 - レーベル: Roc-A-Fella, Def Jam, Jive - フォーマット: CD, LP, cassette - 全米売上: 87.5万枚               | 2              | 19             | 20             | 22             | 12             | —              | 42             | 18             | 37             | - US: プラチナ                                |
| 2004                                      | Unfinished Business (with R. Kelly)     | - 発売日: 2004年10月26日 - レーベル: Roc-A-Fella, Def Jam, Jive - フォーマット: CD, LP, digital download - 全米売上: 75万枚        | 1              | —              | 68             | 77             | 60             | —              | —              | 65             | 61             | - US: プラチナ                                |
| 2011                                      | Watch the Throne (with Kanye West)      | - 発売日: 2011年8月8日 - レーベル: Roc-A-Fella, Def Jam, Roc Nation - フォーマット: CD, LP, digital download - 全米売上: 157.3万枚 | 1              | 1              | 10             | 2              | 3              | 1              | 27             | 1              | 3              | - US: プラチナ - CAN: プラチナ - UK: プラチナ |
| "—"は未発売またはチャート圏外を意味する。 |                                         | |                |                |                |                |                |                |                |                |                |                                               |

### EP
| 年                                        | タイトル                            | アルバム詳細 | チャート最高位 | チャート最高位 | チャート最高位 | チャート最高位 | チャート最高位 | チャート最高位 | チャート最高位 | チャート最高位 | チャート最高位 | 認定                                                                             |
| 年                                        | タイトル                            | アルバム詳細 | US             | CAN            | FRA            | GER            | NLD            | NOR            | SWE            | SWI            | UK             | 認定                                                                             |
| ----------------------------------------- | ----------------------------------- | --- | -------------- | -------------- | -------------- | -------------- | -------------- | -------------- | -------------- | -------------- | -------------- | -------------------------------------------------------------------------------- |
| 2004                                      | Collision Course (with Linkin Park) | - 発売日: 2004年11月30日 - レーベル: Roc-A-Fella, Def Jam, Warner Bros., Machine Shop - フォーマット: CD, LP, digital download - 全米売上: 200万枚 | 1              | 6              | 20             | 5              | 9              | 1              | 9              | 2              | 15             | - US: プラチナ - CAN: 2× プラチナ - GER: プラチナ - SWI: プラチナ - UK: プラチナ |
| 2012                                      | Live in Brooklyn                    | - 発売日: 2012年10月9日 - レーベル: Roc-A-Fella, Atlantic, Roc Nation - フォーマット: digital download                                             | 35             | —              | —              | —              | —              | —              | —              | —              | —              |                                                                                  |
| "—"は未発売またはチャート圏外を意味する。 |                                     | |                |                |                |                |                |                |                |                |                |                                                                                  |